# Stazione di Valbruna-Lussari
La stazione di Valbruna-Lussari era una stazione ferroviaria in provincia di Udine, posta sul vecchio tracciato della ferrovia Pontebbana, ora dismesso.

## Storia
Fino al 1923 era denominata "Volfa-Seisera"; in tale anno assunse la nuova denominazione di "Valbruna", mutata nel 1961 in "Valbruna-Lussari".
Venne dismessa nel 2000 con tutta la tratta dove era posta e il sedime venne riutilizzato come percorso della ciclovia Alpe Adria.